# Гастон Думерг
Гасто́н Думе́рґ (фр. Gaston Doumergue фр.: [ɡastɔ̃ dumɛʁɡ]; нар.1 серпня 1863, Ег-Вів — пом.18 червня 1937, Ег-Вів) — французький державний та політичний діяч, президент Франції (Третя республіка) у 1924–1931 роках.

## Біографія
Починав як радикал, в останні роки — консерватор без певної партії. Перший міністерський портфель (міністра колоній) отримав у 1902 році, в грудні 1913 року — червні 1914 року прем'єр-міністр і міністр закордонних справ; потім знову очолював МЗС в перші місяці Першої світової війни. З 1914 року по 1917 рік знову міністр колоній; на початку лютого 1917 року очолив французьку делегацію на Петроградської конференції союзних держав.
У 1923—1924 роках голова Сенату.
Обраний президентом республіки після відставки А. Мільєрана і займав пост один повний семирічний термін.
На другий термін не балотувався, але залишився в політиці і ще раз був прем'єр-міністром (лютий — листопад 1934 очолював консервативне «уряд національної єдності»). Цей короткий період був нестабільний, характеризувався зростанням фашистських настроїв у Франції і формуванням лівого антифашистського фронту; в жовтні 1934 хорватські націоналісти (усташами) в Марселі був убитий міністр закордонних справ в уряді Думерга, Луї Барту.
Після відставки свого кабінету Думерг пішов на спочинок і помер в своєму рідному місті Ег-Вів (південь Франції, департамент Гар).
Думерг був єдиним президентом Франції — протестантом і єдиним главою французької держави з часів Хлодвіга, не належало до римсько-католицької церкви (не рахуючи перейшого в католицизм Генріха IV).
Думерг був масоном і складався в масонській ложі «Ехо» Великого Сходу Франції.
Гастон Думерг став одним з двох президентів (другим був Ніколя Саркозі), що вступили в шлюб на посаді. 1 червня 1931 року 68-річний президент Франції, раніше холостий, одружився з Жанною-Марі Госсаль (1879—1963). Як і у випадку з Саркозі, шлюб був укладений мером VIII округу, він з'явився спеціально до Єлисейського палацу.